# Wrigley Building
El Wrigley Building (400-410 North Michigan Avenue, Near North Side, Chicago, Illinois, Estados Unidos) es un rascacielos situado al otro lado de la Michigan Avenue, frente a la Tribune Tower en la Magnificent Mile. Se construyó para albergar la sede corporativa de la Wrigley Company. 

## Historia
Cuando comenzó la construcción del Wrigley Building en 1920, no había edificios de oficinas importantes al norte del Río Chicago y el Puente de Michigan Avenue, que cruza el río justo al sur del edificio, estaba en construcción. La parcela fue seleccionada por el  magnate de la goma de mascar William Wrigley Jr. para la sede de su empresa. El edificio fue diseñado por la firma arquitectónica de Graham, Anderson, Probst & White con la forma de la Giralda de la Catedral de Sevilla combinada con elementos renacentistas franceses. La torre sur, de 130 metros de altura, se completó en abril de 1921 y la torre norte en mayo de 1924. Se construyeron pasarelas entre las torres en la planta baja y la tercera planta. En 1931, se añadió otra pasarela en la planta catorce para conectar las oficinas de un banco de acuerdo con un estatuto de Chicago sobre sucursales de banco. Las dos torres, sin incluir las plantas por debajo de Michigan Avenue, tienen una superficie total de 42125 m² 

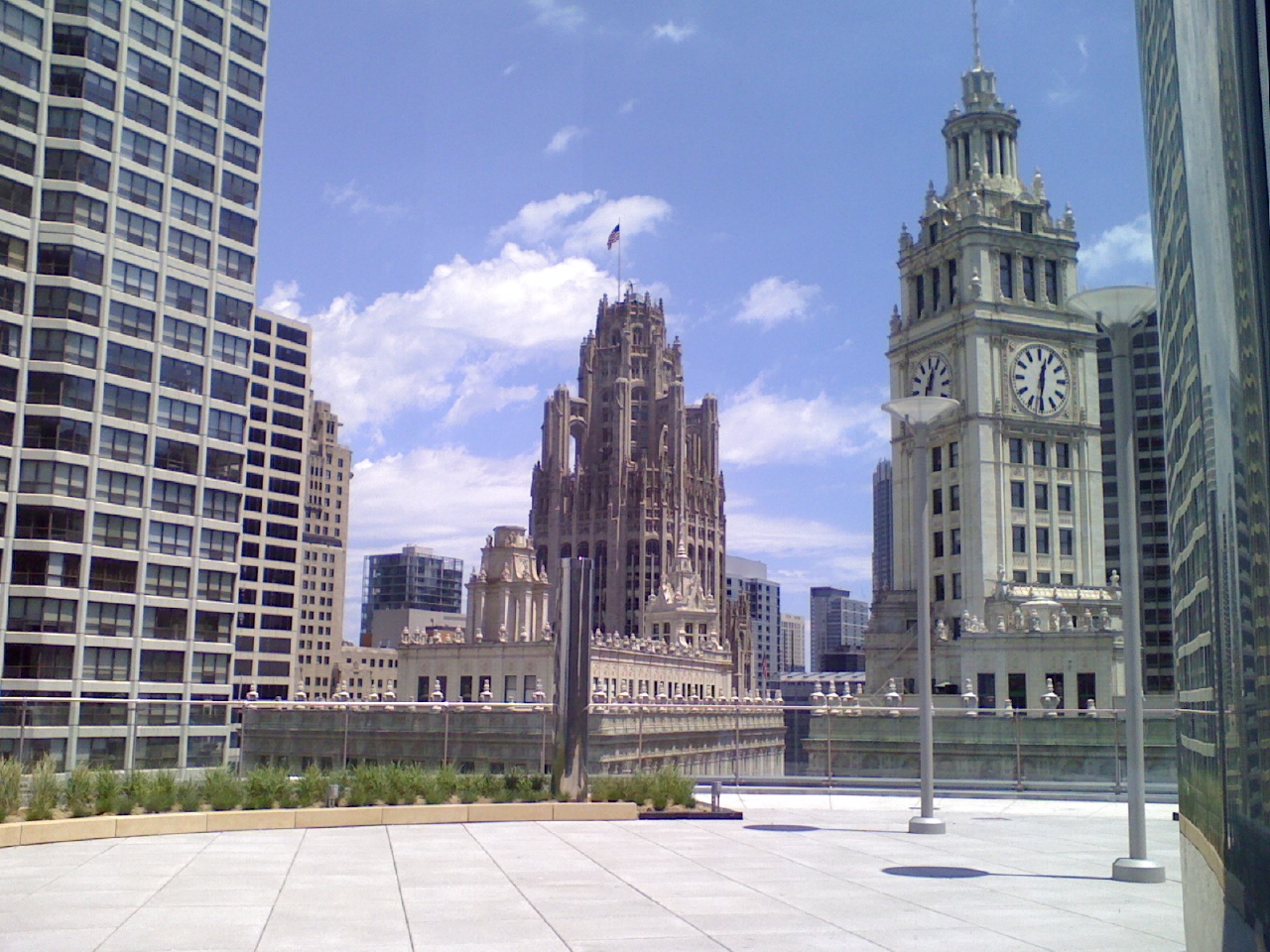
La torre del reloj desde el Restaurante de Trump International Hotel and Tower.

Las dos torres tienen distintas alturas; la torre sur tiene 30 plantas y la torre norte 21 plantas. En la torre sur hay un reloj con caras que apuntan en todas direcciones. Cada cara tiene un diámetro de seis metros. El edificio está cubierto con terracota vidriada, que proporciona su reluciente fachada blanca. De vez en cuando, todo el edificio se lava a mano para preservar la terracota. Por la noche, el edificio se ilumina con focos. El Wrigley Building fue el primer edificio de oficinas de Chicago con aire acondicionado.
El edificio fue vendido en 2011 a un grupo de inversores entre los que se encontraban los cofundadores del Zeller Realty Group y Groupon, Eric Lefkofsky y Brad Keywell.

## Inquilinos
Inquilinos en 400 North Michigan Avenue:
- El Consulado General de Austria se sitúa en la Suite 707.[2]
- El Consulado General de Irlanda se sitúa en la Suite 911.[3]
- El Consulado General del Reino Unido se situaba en las plantas 12 y 13 del Wrigley Building entre 1996 y agosto de 2011, cuando se trasladó a otro edificio en North Michigan Avenue.[4]

## Galería de imágenes

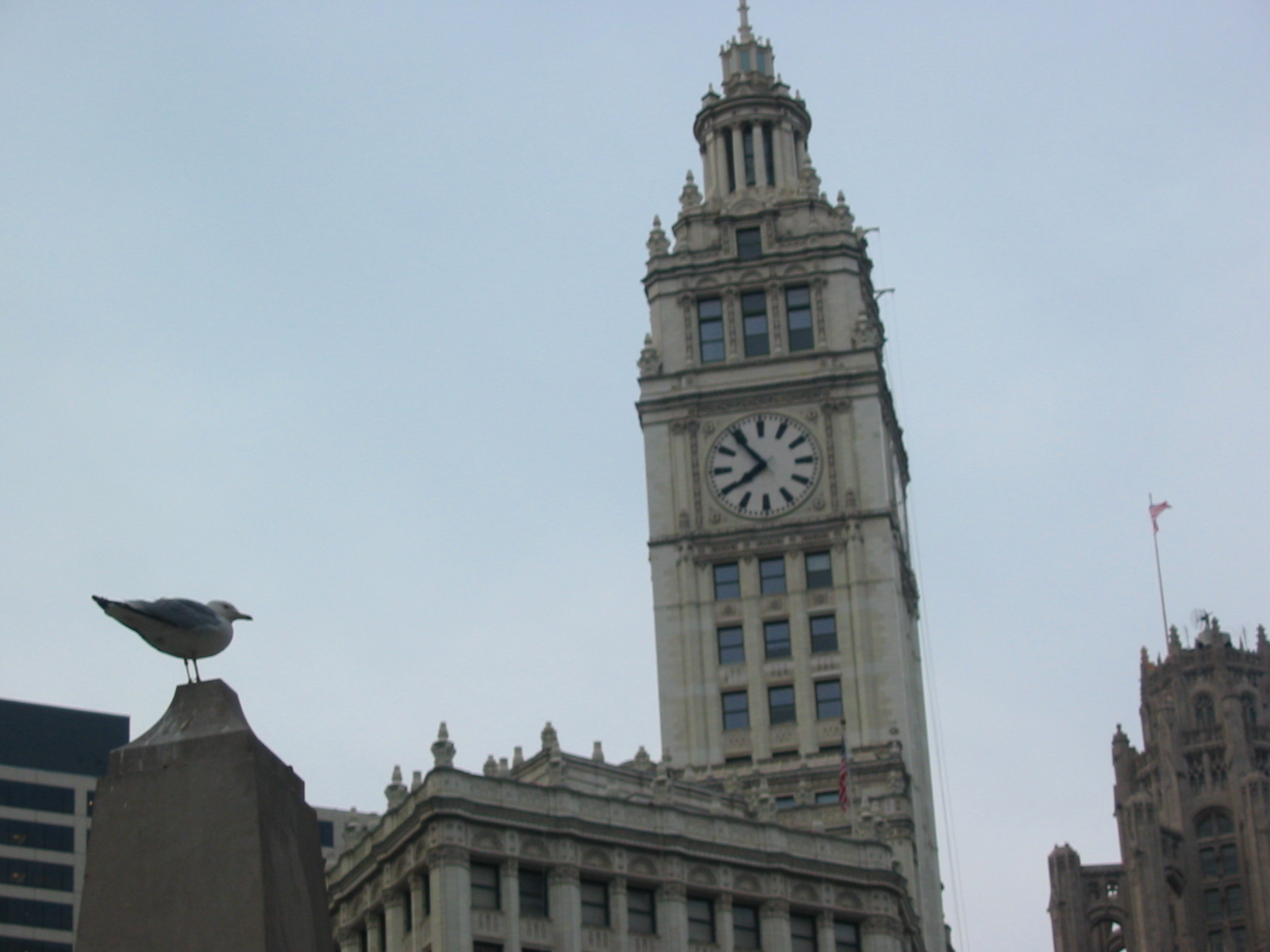
La torre, inspirada en la Giralda
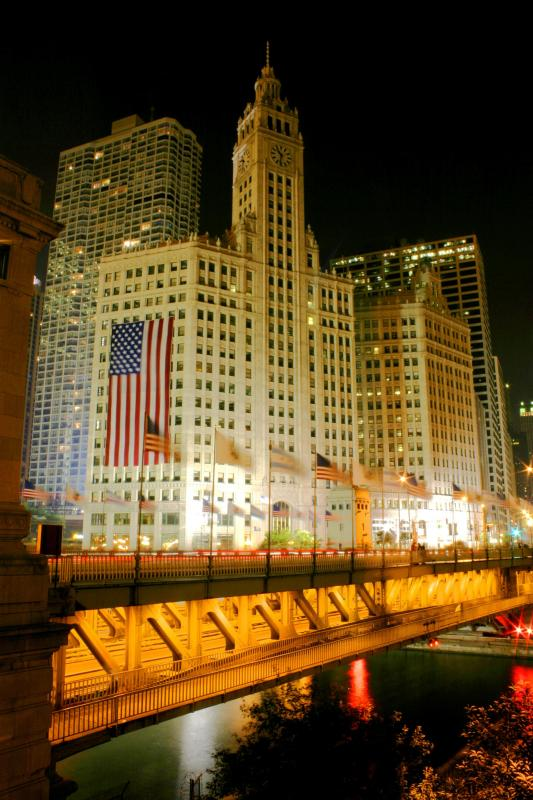
El 4 de julio de 2005
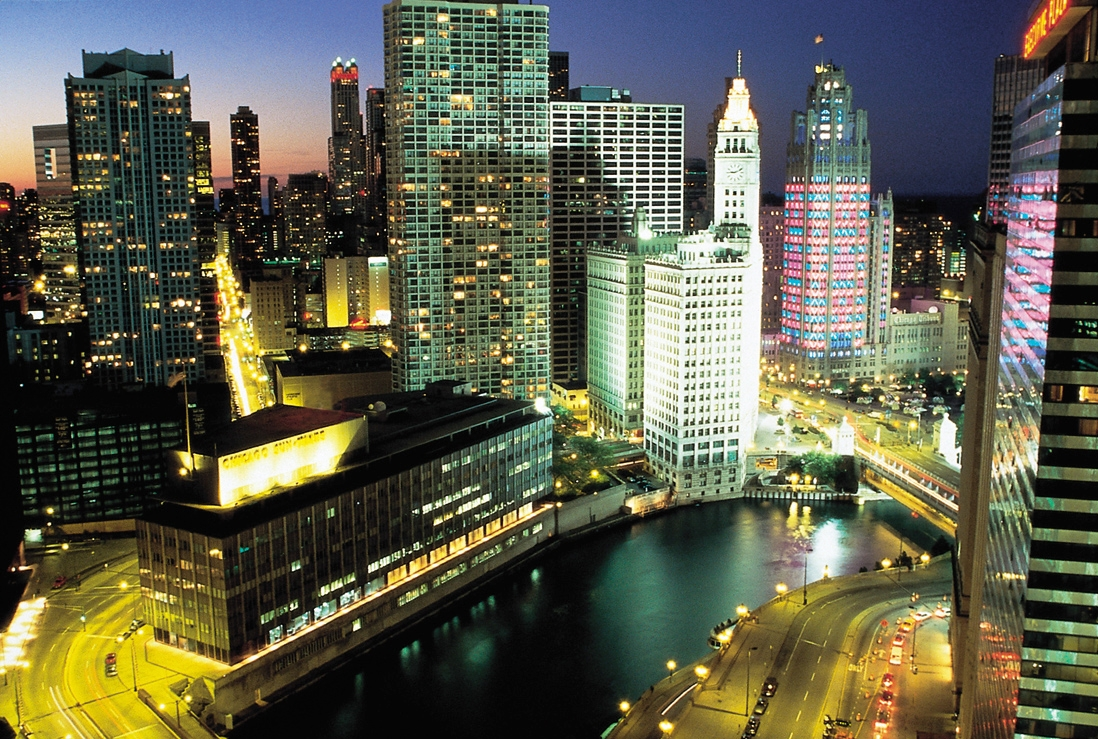
Chicago Sun-Times Building (ubicación del actual Trump International Hotel and Tower), Wrigley Building y Tribune Tower por la noche
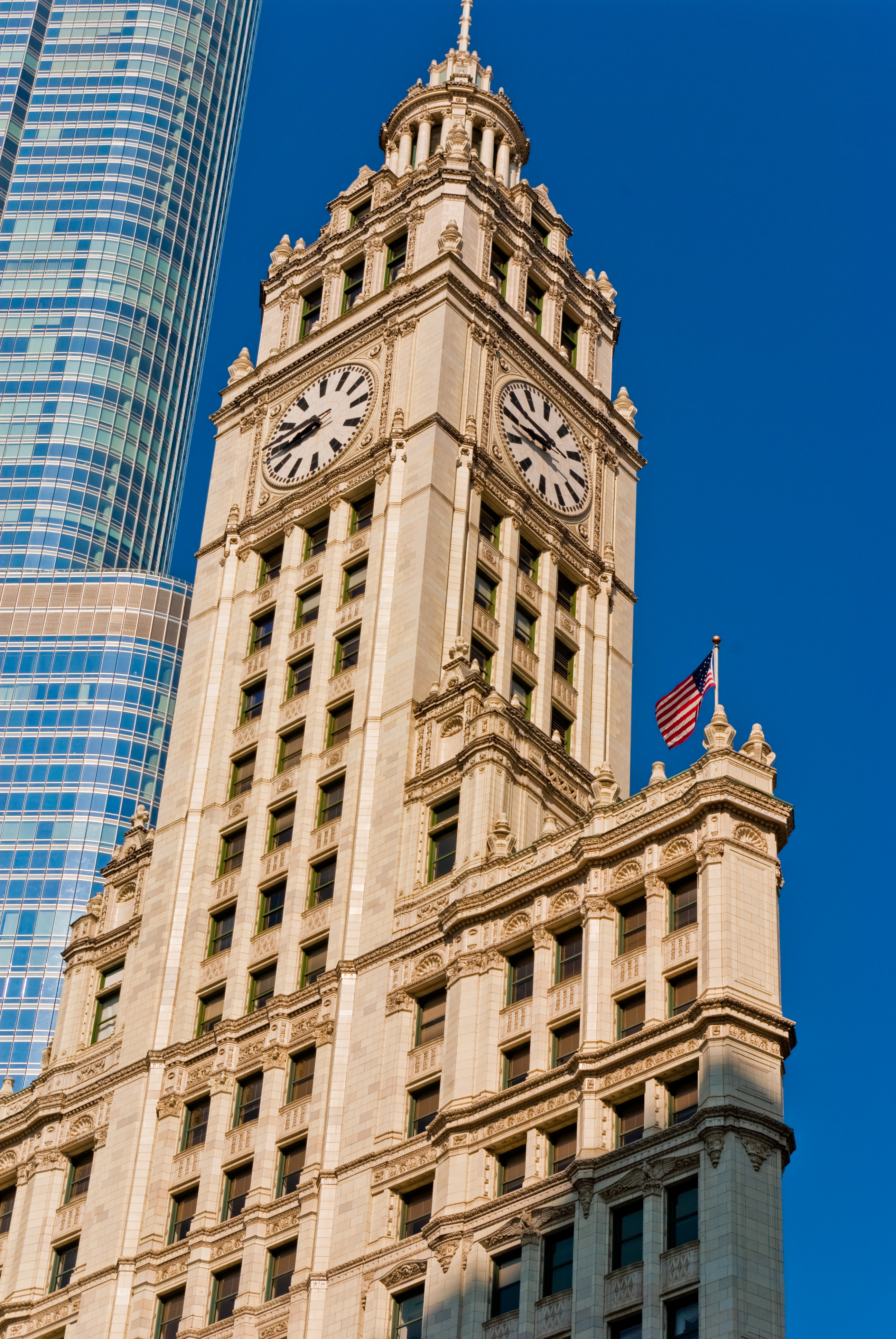
Detalle de la torre del reloj
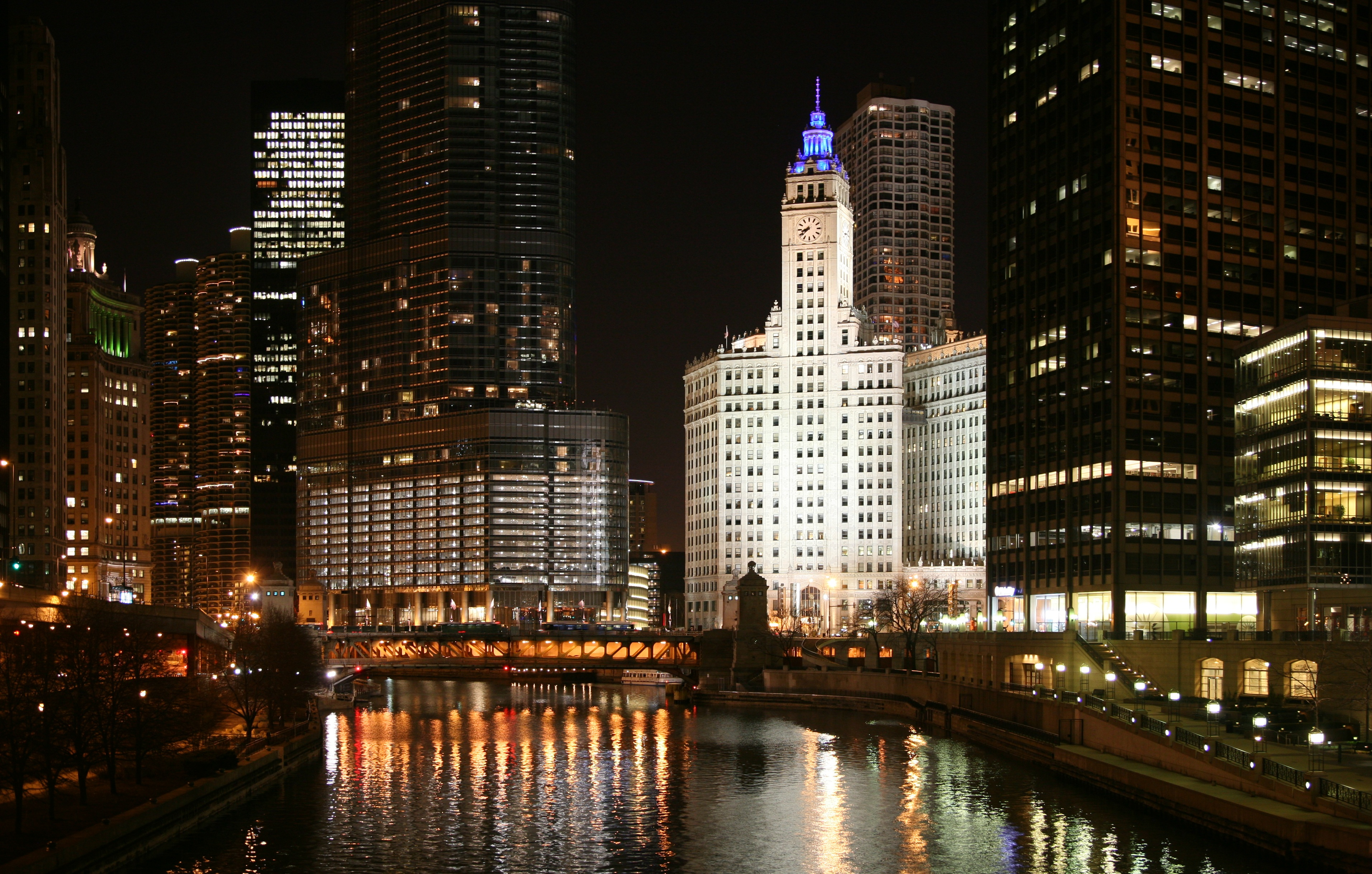
Vista nocturna a lo largo del Río Chicago